# Цезские языки
Це́зские (дидо́йские) языки — подветвь аваро-андо-цезских языков, входящих в состав нахско-дагестанской семьи. Как самостоятельный таксон выделились из состава аваро-андо-цезских предположительно в V в. до н. э. (самое позднее) до распада аваро-андийской подветви на аварский язык и андийскую группу. 
Согласно переписи 2021 года, гинухским языком владеют 638 человек, гунзибским — 3 046, хваршинским — 2 216, бежтинским — 6 497 и самим цезским — 14 249 человек. Общее количество говорящих на цезских языках по переписи 2021 года — 26 646 человек. 

## Состав
Выделяются языки западноцезской и восточноцезской группы.
Западноцезские языки:
- гинухский;
- хваршинско-инхокваринский: хваршинский, инхокваринский;
- цезский.

Разделение западноцезского на гинухский, протохваршинский и цезский датируется III в. н. э., в IX в. протохваршинский разделяется на хваршинский и инхокваринский. До настоящего времени сохранилась традиция рассматривать хваршинский и инхокваринский как диалекты одного языка.
Восточноцезские языки:
- бежтинский;
- гунзибский.

Разделение восточноцезского датируется IX веком н. э.